# Hans Millonig
Johann (Hans) Millonig, né le 11 septembre 1952 à Villach (Carinthie), est un sauteur à ski autrichien.

## Biographie
Millonig participe à sa première Tournée des quatre tremplins en 1970-1971, obtenant son premier podium sur une manche le 1er janvier 1975 à Garmisch-Partenkirchen.
Il fait partie des participants à la première édition de la Coupe du monde en 1979-1980, commençant par une sixième place à Cortina d'Ampezzo. Au mois de mars 1980, il monte sur trois podiums consécutifs, dont une fois sur la plus haute marche à Planica.
Il prend part aux Jeux olympiques d'hiver de 1980, où il est 25e au petit tremplin, pour sa seule épreuve aux jeux.
Il saute aussi lors de la saison 1980-1981, mais sans grand succès et prend sa retraite sportive alors.

## Palmarès

### Jeux olympiques
| Épreuve / Édition | Lake Placid 1980 |
| Petit tremplin    | 25e              |

### Coupe du monde
- Meilleur classement général : 6e en 1980.
- 3 podiums individuels : 1 victoire, 1 deuxième place et 1 troisième place.

#### Victoires individuelles
| Année | Lieu                  |
| 1980  | Planica (Yougoslavie) |

### Tournée des quatre tremplins
- 1 podium sur une manche.